# Ti Memenne
La reina Ti Memenne de La Guanaba, también conocida como Timemenne (Isla de la Guanaba, siglo XIX-fl. 1929) fue la gobernante tribal en la década de 1920 de la Isla de la Guanaba, una isla haitiana situada al oeste de La Española en el Golfo de la Guanaba. Si bien su reinado no fue reconocido oficialmente por el gobierno republicano de Haití (1859-1957) durante la ocupación estadounidense, mantuvo el liderazgo político, económico, espiritual y social de la isla. Arrestada por las Fuerzas Armadas de Haití por ser practicante de vudú, Faustin E. Wirkus, un oficial militar estadounidense que ayudó a liberarla, le mostró compasión. Más tarde proclamó a Wirkus como la reencarnación del ex emperador haitiano Faustin Soulouque y lo coronó como cogobernante de La Guanaba.

## Biografía
Ti Memenne fue una figura destacada en el seno de una sociedad matriarcal, dominando los asuntos sociales y económicos en la Isla de la Guanaba. Su reinado sobre La Guanaba no fue reconocido oficialmente por el gobierno republicano, que había abolido la monarquía y la nobleza en Haití. A pesar de ello era vista por la población nativa de la isla como su líder política y espiritual.
Cuando era joven, Ti Memenne fue capturada por oficiales militares estadounidenses durante la ocupación estadounidense de Haití y acusada de "delitos tribales de vudú". Recibió ayuda de Faustin E. Wirkus, un sargento estadounidense que servía en las Fuerzas Armadas de Haití y que había estado destinado en La Guanaba. Wirkus la envió a Puerto Príncipe con una recomendación para que fuera tratada con indulgencia. Durante el año siguiente, Ti Memenne entabló amistad con Wirkus, quien la asesoró en asuntos gubernamentales y civiles. A raíz de su ayuda, y dado que también se llamaba Faustino, como el ex emperador haitiano Faustino I, la reina y su gente proclamaron a Wirkus rey dándole el nombre de Faustino II en un ritual vudú. Wirkus cogobernó la Isla de la Guanaba con Ti Memenne durante tres años (1926-1929). Según los informes, la población local creía que Wirkus era la reencarnación de Faustino I.

## En la cultura popular
Ti Memenne es recordada en la novela de William Seabrook de 1929 La isla mágica, y en las memorias de Wirkus El rey blanco de La Guanaba: La verdadera historia del sargento de marines que fue coronado rey en una isla vudú.